# Arturo Ithurralde
Arturo Andrés Ithurralde (Buenos Aires; 6 de marzo de 1934-Mar del Plata; 3 de junio de 2017) fue árbitro de fútbol argentino.

## Trayectoria
Aprobó el examen de árbitro en 1968 y se convirtió en árbitro de la Primera División de Argentina. Se retiró del arbitraje en 1984.
Fue conocido por haber arbitrado un partido en la Copa Mundial de la FIFA de 1982. También arbitró cuatro juegos en la Copa América de 1975 y 1983.